# Comuna Promin, Luțk
Promin (în ucraineană Промінь) este o comună în raionul Luțk, regiunea Volînia, Ucraina, formată din satele Korșoveț, Luciîți, Mstîșîn, Promin (reședința) și Verbaiiv.

## Demografie
Componența lingvistică a satului Promin
     Ucraineană (98,97%)
     Alte limbi (1,03%)
Conform recensământului din 2001, majoritatea populației satului Promin era vorbitoare de ucraineană (98,97%), existând în minoritate și vorbitori de alte limbi.